# لاگینیتاس (کالیفرنیا)
لاگینیتاس (به انگلیسی: Lagunitas) یک منطقهٔ مسکونی در ایالات متحده آمریکا است که در شهرستان مارین، کالیفرنیا واقع شده‌است. لاگینیتاس ۶۶ متر بالاتر از سطح دریا واقع شده‌است.